# El Alfa
El Alfa o El Alfa El Jefe, pseudonimo di Emmanuel Herrera Bautista (Bajos de Haina, 18 dicembre 1990), è un rapper e musicista dominicano.

## Biografia
Nel 2017 è uscito il suo disco di debutto chiamato Disciplina. A novembre si è esibito al Festival Presidente. Nel 2018 per celebrare i suoi 10 anni di carriera, si è esibito al Palacio de los Deportes Virgilio Travieso Soto, diventando il primo artista urban latino a essersi esibito lì. Nello stesso anno ha realizzato varie collaborazioni con Anuel AA, Bad Bunny e Nicky Jam. Nel novembre 2018 ha pubblicato il singolo Mi Mami con Cardi B. Nel 2018 ha pubblicato l'album El Hombre che si piazza al settimo posto della Billboard Top Latin Albums; due anni più tardi esce il suo terzo disco intitolato El Androide che si piazza al nono posto della Billboard Latin. A marzo 2019 viene premiato ai Premios Soberano come "Artista Urban dell'anno", cerimonia andata in onda sul canale televisivo dominicano Telemicro. A luglio 2019 si esibisce in Italia a Milano. Nel 2020 ha partecipato alla realizzazione del singolo Pam insieme a Justin Quiles e Daddy Yankee, che si è piazzato al primo posto nella classifica spagnola. Nello stesso anno ha collaborato con il gruppo musicale statunitense Black Eyed Peas per il singolo No Manaña.

## Discografia

### Album in studio
- 2017 – Disciplina
- 2018 – El hombre
- 2020 – El androide
- 2022 – Sabiduria

### Singoli

#### Come artista principale
- 2017 – Suave
- 2017 – Dema ga ge gi go gu (con Bad Bunny)
- 2018 – Lo que yo diga (Dema ga ge gi go gu Remix) (con Farruko, Miky Woodz, Bad Bunny e Jon Z)
- 2018 – Ruleta (feat. Yomel "El Meloso")
- 2018 – Los patrones (feat. Mozart La Para & La Kikada)
- 2018 – Yo no cojo fiao (con Jon Z)
- 2018 – Sientate en ese deo
- 2018 – Suave (Remix) (feat. Plan B, Bryant Myers, Noriel, Jon Z, Miky Woodz)
- 2018 – Yo quiero date (feat. El Shick)
- 2018 – Con silenciador (feat. Anuel AA)
- 2018 – Mi mami (feat. Cardi B)
- 2018 – Pa' Jamaica (feat. Big O)
- 2019 – Pomposo (Remix) (feat. Zion, Jowell, Yomel El Meloso, Shadow Blow, Bulova)
- 2019 – Pa Jamaica (Remix) (con Farruko, Darell, Myke Towers, Big O)
- 2019 – Jalapeño (feat. Doble T & El Crok)
- 2019 – King Kong
- 2019 – Dembow y reggaeton (con Yandel, Myke Towers)
- 2019 – Pa pa pa
- 2019 – Mueve la cadera (feat. Kiko El Crazy)
- 2019 – Coronao Now (feat. Lil Pump)
- 2019 – Tecnobow (feat. Diplo)
- 2019 – Mera woo
- 2020 – Coronao Now (Remix) (con Sech e Myke Towers)
- 2020 – Pam (con Justin Quiles e Daddy Yankee)
- 2020 – 4K (con Darell & Noriel)
- 2020 – No te mueras (con Miky Woodz)
- 2020 – No manaña (con i Black Eyed Peas)
- 2020 – A correr los Lakers (Remix) (con Nicky Jam e Ozuna)
- 2020 – Trap Pea (con Tyga)
- 2020 – Wow (Remix) (con Bryant Myers, Darell, Arcangel e Nicky Jam)
- 2020 – Scarface (con Farruko)
- 2020 – Bebé (con Camilo)
- 2020 – Singapur (Remix) (con Farruko e Myke Towers)
- 2021 – La mamà de la mamà
- 2021 – Pikete (con Nicky Jam)
- 2021 – Fulanito (con Becky G)
- 2021 – Curazao (con Farruko)
- 2021 – Chikitita (con Guaynaa e Play-N-Skillz)
- 2022 – WOW BB (con Natti Natasha e Chimbala)
- 2022 – Bellacon (con J Balvin)
- 2022 – Rómpela (con Yandel, Will.i.am e One Six)
- 2022 – Simply the Best (con Black Eyed Peas e Anitta)

#### Come artista ospite
- 2019 – La romana (Bad Bunny feat. El Alfa)
- 2019 – Que calor (Major Lazer feat. J Balvin e El Alfa)
- 2021 – Mambo (Steve Aoki e Willy William feat. Sean Paul, El Alfa, Sfera Ebbasta e Play-N-Skillz)